# 10609 Hirai
10609 Hirai (1996 WC3) là một tiểu hành tinh vành đai chính được phát hiện ngày 28 tháng 11 năm 1996 bởi A. Nakamura ở Kuma Kogen.